# Hemling
Hemling är en bebyggelse i Örnsköldsviks kommun, belägen nästan 50 kilometer norr om Örnsköldsvik i Björna socken. Närmaste tätort är Långviksmon, knappt 10 kilometer öster om Hemling. SCB avgränsade här en småort mellan 1990 och 2020

## Befolkningsutveckling
| Befolkningsutvecklingen i Hemling 1960–2015                      | Befolkningsutvecklingen i Hemling 1960–2015 | Befolkningsutvecklingen i Hemling 1960–2015 | Befolkningsutvecklingen i Hemling 1960–2015 | Befolkningsutvecklingen i Hemling 1960–2015 |
| ---------------------------------------------------------------- | ------------------------------------------- | ------------------------------------------- | ------------------------------------------- | ------------------------------------------- |
|                                                                  |                                             |                                             |                                             |                                             |
| År                                                               |                                             |                                             | Folkmängd                                   | Areal (ha)                                  |
| 1960                                                             | 1960                                        |                                             | 175                                         | ¤                                           |
| 1990                                                             | 1990                                        |                                             | 83                                          | 22#                                         |
| 1995                                                             | 1995                                        |                                             | 83                                          | 24#                                         |
| 2000                                                             | 2000                                        |                                             | 60                                          | 24#                                         |
| 2005                                                             | 2005                                        |                                             | 69                                          | 25#                                         |
| 2010                                                             | 2010                                        |                                             | 65                                          | 25#                                         |
| 2015                                                             | 2015                                        |                                             | 54                                          | 26#                                         |
| Anm.: ¤ Som tätortsbebyggelse med 150-199 invånare # Som småort. |                                             |                                             |                                             |                                             |